# اچ‌ام‌اس دستنی (دبلیو ۱۱۵)
اچ‌ام‌اس دستنی (دبلیو ۱۱۵) (به انگلیسی: HMS Destiny (W 115)) یک کشتی بود که طول آن 143 ft بود. این کشتی در سال ۱۹۴۲ ساخته شد.